# AMISOM
AMISOM(영어: African Union Mission to Somalia)은 아프리카 연합에서 결성된 다국적 부대이다. 이 작전은 2006년 말 에티오피아 군대의 대규모 침공으로 이슬람 법원 연합(ICU)이 전복된 직후 소말리아에 배치되었다. 임무의 주요 목표는 ICU와 새로 설치된 과도연방정부(TFG) 간의 정권 교체를 유지하고, 국가 안보 계획을 실행하며, TFG 보안군을 훈련시키는 것이었다. AMISOM은 이후 연방정부가 알샤바브에 맞서 수행한 전쟁을 지원하기도 했다. AMISOM은 전후 시대에 가장 치명적인 평화유지 작전이었다.
AMISOM은 2007년 1월 19일 아프리카 연합 평화안보이사회에 의해 설립되었으며, 초기 6개월 임기를 부여받았다. 2007년 2월 21일 유엔 안전보장이사회가 임무의 권한을 승인했다. 이후 AMISOM의 임무는 아프리카 연합 평화안보이사회의 6개월 단위 갱신을 통해 연장되었으며, 유엔 안전보장이사회의 승인을 받았다.
2007년 3월, 첫 번째 AMISOM 부대가 소말리아에 배치되었으며, 당시 모가디슈에서는 이슬람 반군과 에티오피아/TFG군 간 전투가 격렬하게 벌어지고 있었다. 20102011년 모가디슈 전투 동안 우간다와 부룬디 군대는 알샤바브를 몰아내고 수도에서 철수시켰다. 2014년에는 에티오피아가 AMISOM에 통합되었다. 20122015년 사이, 내륙의 여러 도시를 탈환했으나 대부분의 농촌 지역은 여전히 알샤바브의 지배하에 있었다.
2021년 12월 21일 유엔 안전보장이사회는 AMISOM의 소말리아 임무를 3개월 연장했다. 새로운 임무는 2022년 3월 31일까지 지속되었으며, 2023년 초 소말리아 안보군에게 임무를 단계적으로 이양할 계획이었다. AMISOM의 임무는 2022년 3월 31일 종료되었고, 아프리카 연합 소말리아 전환 임무로 대체되었다.

## 같이 보기
- 유엔 안전 보장 이사회
- 아프리카 연합
- 소말리아 내전

## 참고
1. ↑  Hartwig, Jason (2019년 5월 13일). “HOW TO END THE CIVIL WAR IN SOMALIA: NEGOTIATE WITH AL-SHABAAB”. 《War on the Rocks》. 2024년 6월 23일에 확인함.